# Façons de parler
Façon de parler est le dernier livre d'Erving Goffman publié en anglais en 1981, et traduit en français en 1987, cinq ans après sa mort. Grammairien de nos comportements, avec cet ouvrage il s'attache à étudier le comportement du langage. Son dernier mot porte sur la condition de la félicité. 

« Quoi qu'il en soit par ailleurs, nos actes doivent prendre en compte l'esprit d'autrui, c'est-à-dire sa capacité à lire dans nos mots et nos gestes les signes de nos sentiments, de nos pensées, et de nos intentions. Voilà qui limite ce que nous pouvons dire ou faire ; mais voilà aussi qui nous permet de faire autant d'allusions au monde qu'autrui peut en saisir. »